# Ministère de l'Économie et du Développement durable
Le ministère de l'Économie et du Développement durable (en géorgien : საქართველოს ეკონომიკური განვითარების სამინისტრო) est un ministère du gouvernement géorgien chargé de réglementer l'activité économique dans le pays. Son siège social est à Tbilissi. Il est actuellement dirigé par Natela Tournava.

## Structure
Le ministère du Développement économique a été créé après la dissolution de l'Union soviétique. Il a été rebaptisé Ministère de l'Économie et du Développement durable lors de la restructuration du gouvernement en 2010.
Les principales fonctions du ministère sont de fournir des incitations à la croissance économique du pays en utilisant une politique économique efficace. Les politiques économiques de l'État sont décrites dans le plan d'action du gouvernement géorgien pour 2004–2009 intitulé Pour une Géorgie unie et puissante. Les politiques comprennent l'utilisation de la politique macroéconomique et le développement de l'entrepreneuriat privé. Les réformes économiques entreprises par le gouvernement comprennent la libéralisation des activités entrepreneuriales, la création d'une législation favorable, transparente et stable pour les propriétaires d'entreprises privées, la réalisation d'un processus de privatisation actif et un appui au renforcement du secteur privé, la facilitation de la délivrance des licences et des permis et la réforme du système de réglementation technique, la déréglementation économique et protection des marchés contre la monopolisation et le développement des infrastructures touristiques, de transport et de communication.

### Agences filles
- Enterprise Georgia
- Administration nationale géorgienne du tourisme
- Agence nationale des biens de l'État
- Agence de l'aviation civile
- Agence des transports maritimes de Géorgie
- Agence géorgienne pour l'innovation et la technologie
- Agence de supervision technique et des constructions
- Agence nationale géorgienne de normalisation et de métrologie
- Agence nationale du pétrole et du gaz
- Agence des terres et des transports
- Agence nationale des mines
- L'organisme national unifié d'accréditation - Centre d'accréditation
- Service hydrographique d'État de Géorgie
- Sakaeronavigatsia
- Société géorgienne du pétrole et du gaz
- Electrosystème d'État géorgien
- Fonds géorgien de développement énergétique
- Compagnie géorgienne de transport de gaz
- UES Sakrusenergo
- Opérateur du marché de l'électricité

## Liste des ministres
- 1994 - 2000 : Vladimer Papava ;
- 2000 - 2001 : Ivané Tchkhartichvili ;
- 2001 - 2003 : Guiorgui Gatchetchiladzé ;
- novembre 2003 - juin 2004 : Irakli Rekhviachvili ;
- juin 2004 - décembre 2004 : Kakha Bendoukidzé ;
- décembre 2004 - juin 2005 : Lekso Aleksichvili ;
- juin 2005 - novembre 2006 : Irakli Tchogovadzé ;
- novembre 2006 : Irakli Okrouachvili ;
- novembre 2006 - janvier 2008 : Guiorgui Arveladzé ;
- janvier 2008 - décembre 2008 : Eka Charachidzé ;
- décembre 2008 - août 2009 : Lacha Jvania ;
- août 2009 - juillet 2010 : Zourab Pololikachvili ;
- juillet 2010 - 25 octobre 2012 : Vera Kobalia ;
- 25 octobre 2012 - 2015 : Guiorgui Kvirikachvili ;
- 1er septembre 2015 - 2018 : Dimitri Koumsichvili ;
- 1er septembre 2018 - 18 avril 2019 : Guiorgui Koboulia ;
- depuis le 18 avril 2019 : Natela Tournava.